# La Luz (Pajacuarán)
La Luz es una localidad del estado mexicano de Michoacán. Es parte del municipio de Pajacuarán.

## Demografía
| Gráfica de evolución demográfica |
|                                  |

| Censo | Población |
| ----- | --------- |
| 1900  | 790       |
| 1910  | 1249      |
| 1921  | 929       |
| 1930  | 810       |
| 1940  | 1293      |
| 1950  | 2111      |
| 1960  | 2457      |
| 1970  | 3273      |
| 1980  | 4214      |
| 1990  | 4205      |
| 2000  | 3645      |
| 2010  | 3270      |
| 2020  | 3646      |